# Forry Award
Forry Award je cena, kterou od roku 1966 uděluje Los Angeles Science Fantasy Society (LASFS) za celoživotní dílo v oblasti science fiction. Je pojmenována po americkém novináři, spisovateli, literárním agentovi a jednom ze zakladatelů amerického sci-fi fandomu Forrestovi J. Ackemanovi (Mr. LASFS) zvaném Forry. Cena je udělována členy společnosti na jejich setkání (tzv. LOSCON), které se koná v polovině roku nebo na podzim. Samotný Ackerman se ceny dočkal až roku 2002.

## Seznam oceněných
- 1966 - Ray Bradbury
- 1967 - Fritz Leiber
- 1968 - Poul Anderson
- 1969 - Larry Niven
- 1970 - Harlan Ellison
- 1971 - Theodore Sturgeon
- 1972 - A. E. van Vogt
- 1973 - C. L. Mooreová
- 1974 - Robert Bloch
- 1975 - Kris Neville
- 1976 - Marion Zimmer Bradley
- 1977 - L. Sprague de Camp
- 1978 - Leigh Brackettová
- 1979 - Jerry Pournelle
- 1980 - Robert A. Heinlein
- 1981 - Horace Gold
- 1982 - Arthur C. Clarke
- 1983 - Frank Kelly Freas
- 1984 - Julius Schwartz
- 1985 - Robert Silverberg
- 1986 - Jack Williamson
- 1987 - Donald A. Wollheim
- 1988 - Ursula K. Le Guinová
- 1989 - Andre Norton
- 1990 - Isaac Asimov
- 1991 - Curt Siodmak
- 1992 - Hal Clement
- 1993 - Roger Zelazny
- 1994 - Frederik Pohl
- 1995 - Harry Turtledove
- 1996 - Chuck Jones
- 1997 - Jack Vance
- 1998 - David Brin
- 1999 - Connie Willis
- 2000 - Anne McCaffrey
- 2001 - Ray Harryhausen
- 2002 - Forrest J. Ackerman
- 2003 - Philip José Farmer
- 2004 - Len Moffatt
- 2005 - John DeChancie
- 2006 - William Tenn
- 2007 - David Gerrold
- 2008 - Joss Whedon
- 2009 - Fred Patten
- 2010 - Karen Andersonová
- 2011 - Mike Glyer
- 2012 - Terry Pratchett
- 2013 - Lois McMaster Bujold
- 2014 - Tim Powers
- 2015 - Charles Lee Jackson, II a Spider Robinson
- 2016 - Gregory Benford